# Матвеевский сельсовет (Матвеевский район)
Матвеевский сельсовет — сельское поселение в Матвеевском районе Оренбургской области Российской Федерации.
Административный центр — село Матвеевка.

## История
9 марта 2005 года в соответствии с законом Оренбургской области № 1904/312-III-ОЗ образовано сельское поселение Матвеевский сельсовет, установлены границы муниципального образования.

## Население
| 2010  | 2012  | 2013  | 2014  | 2015  | 2016  | 2017  |
| ----- | ----- | ----- | ----- | ----- | ----- | ----- |
| 3196  | ↘3095 | ↗3110 | ↘3089 | ↘3070 | ↘3025 | ↘3009 |
| 2018  | 2019  | 2020  | 2021  |       |       |       |
| ↘2977 | ↘2937 | ↘2907 | ↘2892 |       |       |       |

## Состав сельского поселения
| № | Населённый пункт | Тип населённого пункта       | Население |
| - | ---------------- | ---------------------------- | --------- |
| 1 | Красная Поляна   | посёлок                      | 41        |
| 2 | Матвеевка        | село, административный центр | ↘3044     |
| 3 | Радовка          | посёлок                      | 111       |